# Tugay Uzan
Tugay Oğulay Uzan (* 27. Februar 1994 in Berlin) ist ein deutsch-türkischer Fußballspieler.

## Werdegang

### Vereinsspieler
Uzan begann in der Jugend des SC Siemensstadt zu spielen, bevor er über Hertha BSC zu Türkiyemspor Berlin kam. Aus der dortigen U-17-Mannschaft wechselte er 2010 zu Tennis Borussia Berlin, wo er jedoch erneut nur eine Saison spielte. 2011 wechselte er zur U-19 von Hertha Zehlendorf. 2012 verließ er Berlin und schloss sich der U-19 des VfL Wolfsburg an. Mit der Mannschaft spielte er in der A-Junioren-Bundesliga und wurde zum Abschluss der Saison 2012/13 Deutscher U-19-Meister. 2013 bekam er seinen ersten Profi-Vertrag beim 1. FC Union Berlin, wo er zwei Jahre lang in der zweiten Mannschaft spielte und in 52 Regionalliga-Spielen 25 Tore erzielte.
Im Sommer 2015 wechselte Uzan zum Drittligisten FC Rot-Weiß Erfurt, mit dem er am 24. Juli 2015 bei der 1:2-Auswärtsniederlage gegen den 1. FC Magdeburg im Profifußball debütierte. Insgesamt absolvierte er 63 Liga-Spiele für die Blumenstädter, die er nach drei Jahren wieder verließ.
Im Sommer 2018 erfolgte sein Wechsel in die Regionalliga Nordost zur VSG Altglienicke. Dort spielte er insgesamt fünf Jahre, bestritt 117 Regionalliga-Spiele und gewann 2020 den Berliner Landespokal. Anschließend ging er zur Saison 2023/24 zum BFC Dynamo, für den er dreizehnmal in der Regionalliga auflief und zur Saison 2024/25 zum BFC Preussen wechselte. Für die Preussen absolvierte er 14 Oberliga-Spiele und stieg am Saisonende in die Regionalliga auf. Zur Saison 2025/26 schloss sich Uzan den Spandauer Kickers in der Berlin-Liga an.

### Nationalspieler
2012 bestritt Uzan zwei Spiele für die türkische U-19-Nationalmannschaft.

## Erfolge
- Deutscher A-Junioren-Meister: 2013 mit VfL Wolfsburg
- Thüringer Landespokalsieger: 2017 mit dem FC Rot-Weiß Erfurt
- Berliner Landespokalsieger: 2020 mit VSG Altglienicke
- Meister der Oberliga Nordost-Nord: 2025 mit BFC Preussen